# El creient (pel·lícula del 2001)
El creient (títol original: The Believer) és una pel·lícula estatunidenca dirigida per Henry Bean, estrenada l'any 2001. Ha estat doblada al català. El film és inspirat en la història real de Daniel Burros, jueu americà membre del partit nazi americà a continuació líder del Ku Klux Klan, als anys 1960

## Argument
Danny Balint és un jove neo-nazi novaiorquès de 22 anys. Ànima brillant i desequilibrat, aquest jueu es fa amb un grupuscle neo-nazi del qual esdevé molt ràpidament el líder. Atrapat en les seves contradiccions, obligat a amagar la seva identitat, anirà fins a l'extrem de les seves tries i farà de la violència el seu dia a dia

## Repartiment
- Ryan Gosling: Danny Balint
- Billy Zane: Curtis Zampf
- Theresa Russell: Lina Moebius
- Summer Phoenix: Carla Moebius
- Garret Dillahunt: Billings
- Kris Eivers: Carleton
- Joel Garland: O.L.
- Jacob Green: Danny jove
- Peter Meadows: l'estudiant ortodox
- Jack Drummond: Old Coot
- Sig Libowitz: Rav Zingesser
- James G. McCaffrey: Avi, de jove
- Frank Winters: Stuart, de jove
- Ronald Guttman: el pare de Danny
- Heather Goldenhersh: Linda
- Elizabeth Reaser: Miriam

## Rebuda

### Premis i nominacions
- 2002: American Film Institute (AFI): Top 10 - Millors Programes de TV de l'any
- 2001: Festival de Cinema de Sundance: Millor Pel·lícula
- 2001: Premis Independent Spirit: 4 nominacions, incloent millor òpera prima, guió i actor principal  (Gosling)
- 2001: Festival de Moscou: Millor pel·lícula

### Critiques positives
- Le Figaro: "Inspirat d'un cas real, el retrat d'un jove jueu americà neonazi, Ànima brillant i desequilibrat. Una anàlisi molesta però profunda."[3]
- Le Journal du Dimanche per Barbara Theate:"'El conjunt interpel·la un jove actor: l'impecable Ryan Gosling."
- Le Nouvel Observateur per Bernard Achour: "Per la subtilesa del tema, la seva manera kamikaze de suscitar la reflexió i la seva pujada cap a una emoció on passa ho bufa del jurat. El xoc és terrible."[4]
- Le Parisien per Pierre Vavasseur i Alain Grasset: "Tractat com un thriller psicològic, construït intel·ligentment, aquest film sense ambigüitat és portat per un actor formidable, Ryan Gosling, del qual es tornarà a parlar."[5]

### Critiques negatives
- Télérama per Louis Guichard: "Malgrat l'actuació convincent d'un debutant dotat (Ryan Gosling, mena de Edward Norton junyr), aquesta ficció il·lustrativa fa enyorar en tot moment un documental sobre el tema."[6]
- Les Inrockuptibles per Vincent Ostria: "En lloc del tractament sec, nu i desapassionat que un tema també arriscat exigia, el film cau en el psicodrama més empallegós, ple de flaix-back en blanc i negre i en colors descolorits."[7]
- L'Humanité per Vincent Ostria: "El pretext d'aquesta obra abracadabrant, és que s'inspira en un cas real.(...) Aquesta història ha estat copiosament novel·lada, dramatitzada, i deformada per quedar -se en un psicodrama ordinari (...). "